# Mirjam Glanz

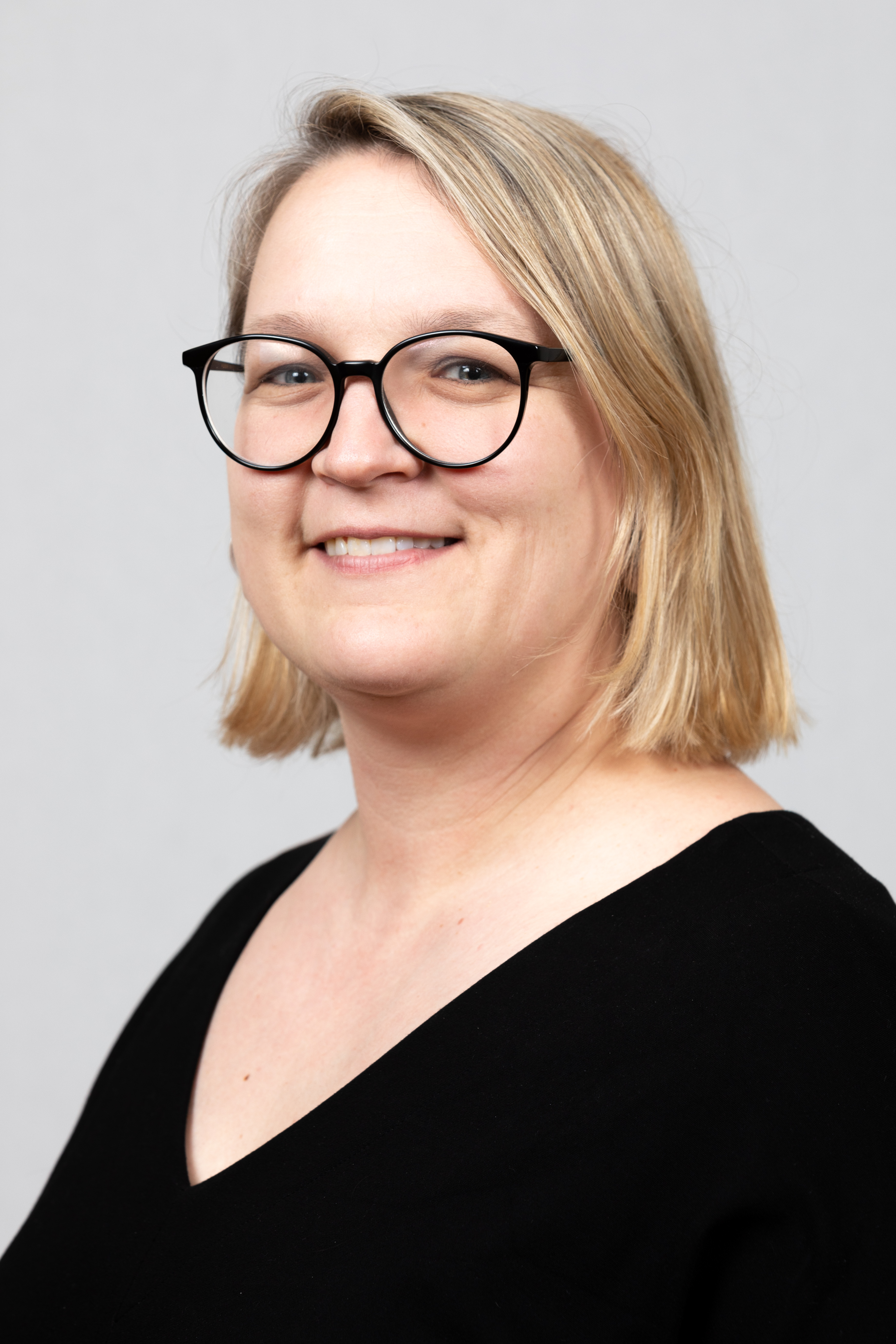
Mirjam Glanz (geb. Schmidt), MdL Hessen (2019)

Mirjam Luise Glanz geb. Schmidt (* 26. Februar 1977 in Kulmbach) ist eine deutsche Politikerin (Bündnis 90/Die Grünen). Sie ist seit 2025 erneut Mitglied des Hessischen Landtags, dem sie bereits von 2019 bis 2024 angehörte.

## Leben
Mirjam Glanz studierte Kunstgeschichte, Geschichte und Pädagogik in München (1998–2004) und Frankfurt am Main (2004–2007) und schloss mit dem Magister ab. Nach ihrer Tätigkeit als Assistent und Gallery Director der Voges Gallery in Frankfurt am Main wechselte sie 2010 als Assistentin der Geschäftsleitung zu Meixner Schlüter Wendt Architekten, wo sie auch die Presse- und Öffentlichkeitsarbeit verantwortete. Von 2013 bis 2018 war Mirjam Glanz persönliche Assistentin von Christoph Mäckler und leitete die Kommunikation des Deutschen Instituts für Stadtbaukunst in Frankfurt am Main. Zuletzt war sie als Referentin für die Stadt Frankfurt am Main tätig und verantwortete im Dezernat III Personal und Gesundheit unter anderem den Bereich Drogenpolitik.
Seit 2016 ist sie Mitglied von Bündnis 90/Die Grünen.
Seit 2023 ist Glanz zur Vizepräsidentin des Hessischen Musikverbands (HMV).

## Politik
Bei der Landtagswahl in Hessen 2018 erhielt sie ein Mandat im Hessischen Landtag. Sie kandidierte im Wahlkreis Frankfurt am Main IV und erzielte dort ein Ergebnis von 10.647 Stimmen (25,7 %). Sie kam über die Landesliste ihrer Partei in den Landtag. Bei der Landtagswahl 2023 erhielt sie zunächst kein Mandat mehr und schied somit im Januar 2024 aus dem Landtag aus. Sie rückte jedoch am 16. August 2025 für Angela Dorn in den Landtag nach.
Glanz war Sprecherin für Kulturpolitik der Grünenfraktion im Hessischen Landtag. Sie war Mitglied des Europaausschusses, des Ausschusses für Wissenschaft und Kunst und Stellvertretende Ausschussvorsitzende des Unterausschusses für Justizvollzug. Außerdem war sie Mitglied des Hessischen Landesdenkmalrates, Mitglied im Aufsichtsrats und des Beirats „Freilichtmuseum Hessenpark“, des Verwaltungsausschusses beim Staatstheater Darmstadt und des Verwaltungsausschusses beim Staatstheater Wiesbaden.

## Privat
Mirjam Glanz nahm mit der Heirat des evangelischen Pfarrers Marco Glanz im Juni 2024 dessen Nachnamen an.

## Veröffentlichungen
- Mirjam Luise Schmidt: Liturgische Elfenbeinkämme von 800-1200. Eine Analyse von Stil, Form, Darstellungsinhalt und historischer Überlieferung. VDM Verlag Dr. Müller, Saarbrücken 2010, ISBN 978-3-639-27710-4 (Magisterarbeit).
- Mirjam Schmidt, Stadthaus am Markt, in: Phillip Sturm / Peter Cachola Schmal (Hg.) Die immer neue Altstadt. Bauten zwischen Dom und Römer seit 1900, 2018, S. 216–217, ISBN 978-3-86859-501-7.
- Mirjam Schmidt, Goldene Waage & Weißer Bock, in: Phillip Sturm / Peter Cachola Schmal (Hg.) Die immer neue Altstadt. Bauten zwischen Dom und Römer seit 1900, 2018, S. 212-15, ISBN 978-3-86859-501-7
- Mirjam Schmidt, Die Städtische Arkade, in: Christoph Mäckler (Hg.) Handbuch der Stadtbaukunst. Anleitung zum Entwurf von städtischen Räumen. Deutsches Institut für Stadtbaukunst, Bd. 3, Platzräume, 2022, S. 144–149, ISBN 978-3-86859-746-2
- Mirjam Schmidt, Kulturgenossenschaften in: Anna Blaich / Felix Grädler / Henning Mohr/Hannes Seibold (Hg.), Kultur: Wandel – Impulse für eine zukunftsweisende Kulturpraxis, Bielefeld 2023, S. 55 – 60, ISBN 978-3-8376-6492-8